# Výsada
Výsada (um 1950 Lauxův Mlýn, deutsch Lauxmühle) ist ein Ortsteil von Vejprty (Weipert) im mittleren Erzgebirge, Tschechien. Die Siedlung gehört zum Katastralbezirk České Hamry u Vejprt (Böhmisch Hammer).

## Geografie

### Lage und Verkehr
Výsada liegt fünf Kilometer südlich von Vejprty am Kamm des Mittleren Erzgebirges. Der Ort befindet sich am Talhang der im Westen verlaufenden Landesgrenze zu Deutschland (Freistaat Sachsen), die der Pöhlbach (tschech.: Polava) bildet. Auf der deutschen Seite befindet sich der Oberwiesenthaler Ortsteil Hammerunterwiesenthal. Östlich des Orts verläuft die Bahnstrecke Chomutov–Vejprty mit Halt im Nachbarort České Hamry.

### Nachbarorte
|                       | Nové Zvolání (Neugeschrei)                  |                         |
| Hammerunterwiesenthal | Kompassrose, die auf Nachbargemeinden zeigt | Kovářská (Schmiedeberg) |
|                       | České Hamry (Böhmisch Hammer)               |                         |

## Geschichte

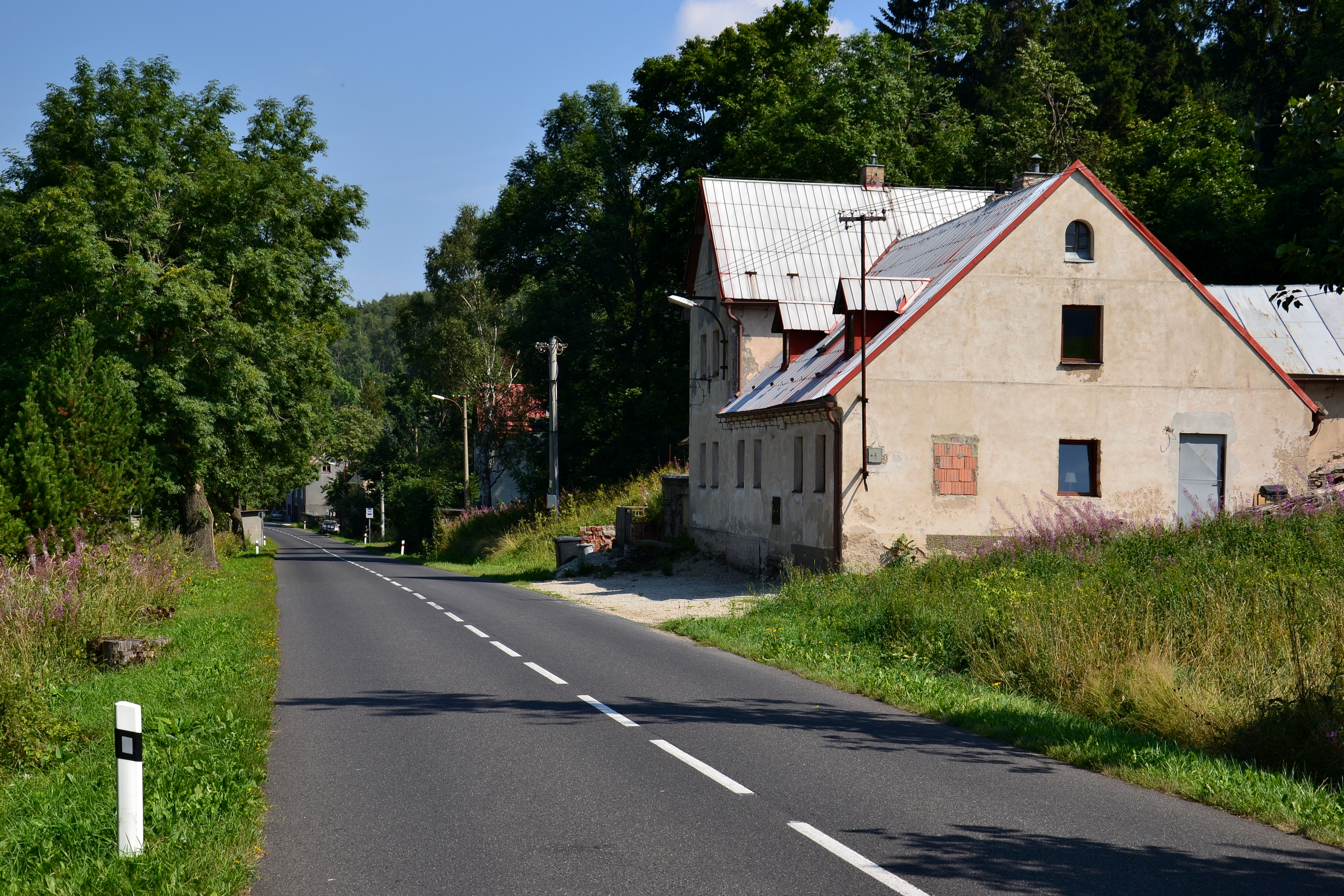
Haus in Výsada (2015)

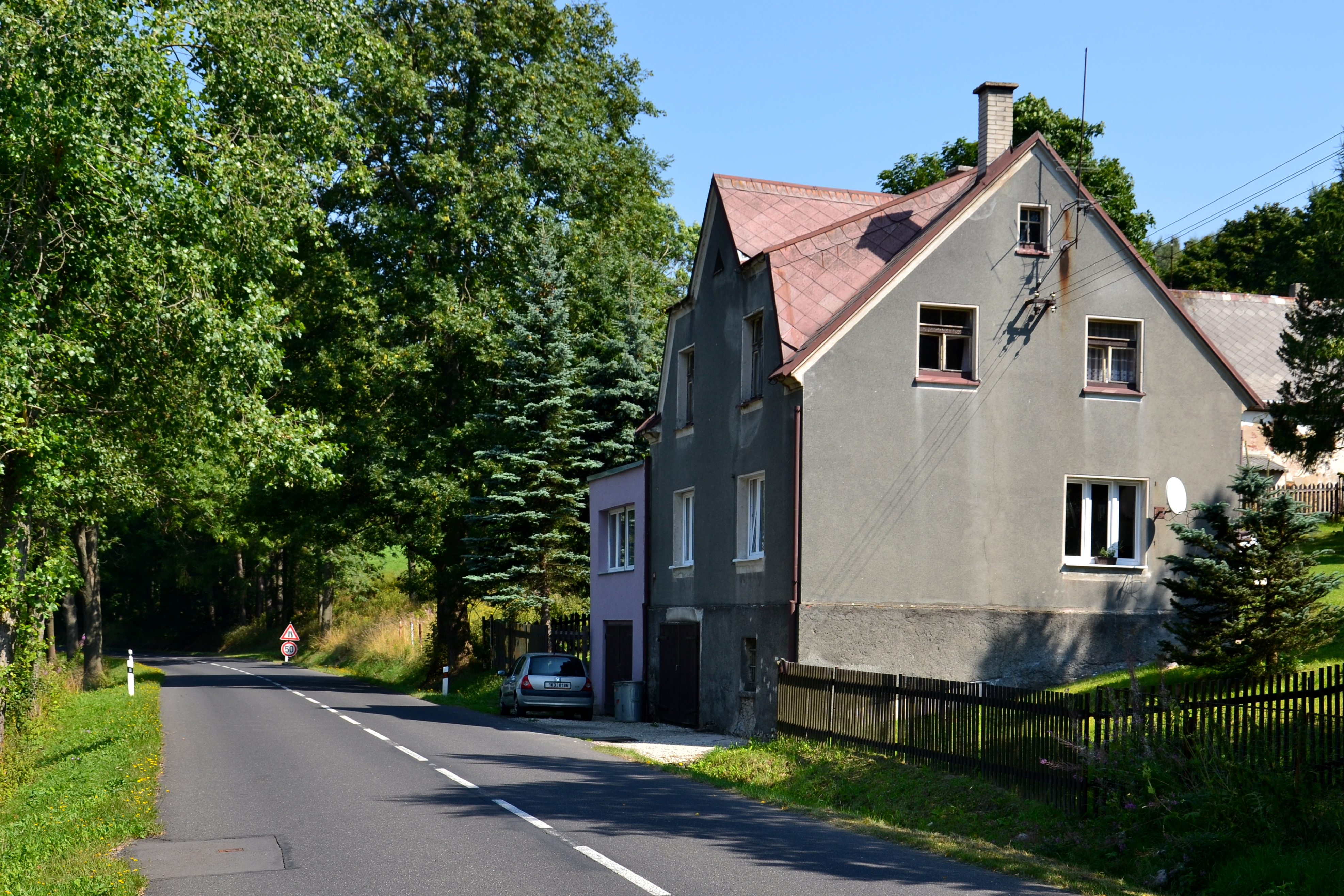
Haus in Výsada (2015)

### Ortsname
Der ursprüngliche Name des Dorfes Lauxmühle leitet sich vom Familiennamen Laux ab, der aus dem Wort Lux (abgekürzt Lucas, Lukáš) hervorgegangen ist. In historischen Quellen erscheint der Name in den Formen: Lauxesmühl und Lauxmühl (1787) oder Lauxmühle (1846). Der tschechische Name Výsada wird erst seit 1950 benutzt. Er hat die Bedeutung Privileg/Sonderrecht/Vorrecht. Vor 1950 existierte die ins Tschechische übersetzte Bezeichnung Lauxův Mlýn für Lauxmühle.

### Ortsgeschichte
In früheren Zeiten wurden im Tal des Pöhlbachs, der die Grenze zwischen Sachsen und Böhmen bildete, zahlreiche Mühlen betrieben. Eine von ihnen war die im Jahr 1612 erstmals erwähnte Lauxmühle, um die sich mehrere Häuser gruppierten. Später galt die Mühle zeitweise als verlassen. Im 17. Jahrhundert stand die Lauxmühle auf dem Grund des Orts Böhmisch Wiesenthal (heute: Loučná). 1655  wurde die Lauxmühle in die Herrschaft Preßnitz einverleibt. Die Stadt Preßnitz setzte für die Verwaltung eigene Untertanen ein. Da jedoch die Bürger von Böhmisch Wiesenthal die Ländereien in Lauxmühle als ihr Eigentum betrachteten, entstand ein Streit um die Siedlung, der erst nach 70 Jahren beigelegt wurde. Die Bürger von Böhmisch Wiesenthal wurden finanziell entschädigt. Nach dem Theresianischen Kataster waren im Jahr 1748 ein Sägewerk, eine Schmiede und eine Fleischerei Teil der Mühle. Im Jahr 1787 bestand die Siedlung aus fünf Häusern.
Nach den Revolutionsjahren 1848/49 im Kaisertum Österreich wurde die Patrimonialgerichtsbarkeit aufgehoben. An ihre Stelle trat der Gerichtsbezirk Preßnitz, zu dem Lauxmühle seit 1850 als Ortsteil von Schmiedeberg (heute: Kovářská) gehörte. In den Jahren 1901/02 kam Lauxmühle als Ortsteil von Schmiedeberg zum Gerichtsbezirk Weipert, der dem neu gegründeten Bezirk Preßnitz zugeordnet wurde. Anfang des 20. Jahrhunderts existierten im Ort neben der Mühle auch ein Forsthaus und seit dem 15. Mai 1904 auch eine Zollstation. Die Einwohner lebten zu dieser Zeit vor allem von Strickarbeiten, der Herstellung von Schuhen, der Arbeit in einer Spinnerei, der Holzverarbeitung und der Arbeit im nahen Steinbruch.
Durch die Niederlage des österreichisch-ungarischen Heeres im Ersten Weltkrieg 1918 und das Ende Österreich-Ungarns am 31. Oktober wurde auch das Ende des Kronlandes Böhmen besiegelt. Dadurch wurde im Jahr 1919 auch Lauxmühle  offiziell in die neue Tschechoslowakische Republik eingegliedert. Die Bezeichnung Lauxův Mlýn ist eine Übersetzung des deutschen Ortsnamens. Im Jahr 1925 entstand durch Ausgliederung des Orts České Hamry (Böhmisch Hammer) aus der Stadt Vejprty (Weipert) eine selbstständige Gemeinde. Dieser wurde die Siedlung Lauxmühle durch Ausgliederung aus der Gemeinde Schmiedeberg/Šmídeberk angeschlossen. Zu dieser Zeit war das Gebäude der Mühle bereits ein beliebtes Ausflugsrestaurant. 
Nachdem deutsche Truppen nach dem Münchner Abkommen im Oktober 1938 das Sudetenland und mit ihm auch die Gemeinde Böhmisch Hammer besetzten, erfolgte am 10. Oktober 1938 die Eingliederung in den Landkreis Preßnitz im Reichsgau Sudetenland. Dadurch entfiel im Oktober 1938 die Staatsgrenze zum sächsischen Hammerunterwiesenthal. Die 1939 geplante Teilung des Landkreises Preßnitz und die Eingliederung des Gerichtsbezirks Weipert in den Landkreis Sankt Joachimsthal wurde bis 1945 nicht durchgeführt. 
Nach dem Ende des Zweiten Weltkriegs wurde im Jahr 1945 die Tschechoslowakei in den Grenzen aus der Zeit vor dem Münchner Abkommen wiederhergestellt. Zu dieser gehörte nun auch wieder die jetzt České Hamry genannte Gemeinde Böhmisch Hammer mit ihrem zunächst Lauxův Mlýn genannten Ortsteil Lauxmühle. Sie wurde nun durch den Okres Karlovy Vary-okolí verwaltet. Im Jahr 1950 wurde für Lauxův Mlýn der neue tschechische Name Výsada (deutsch: Privileg/Sonderrecht/Vorrecht) eingeführt. Zwischen 1945 und 1946 wurde die überwiegend deutschböhmische Bevölkerung vertrieben, sodass die Bevölkerungszahl auf zehn Einwohner sank. Die Häuser blieben aufgrund der direkten Nähe zur Staatsgrenze zunächst unbewohnt. Kurze Zeit darauf wurden das Sägewerk und das benachbarte Hotel mit dem Restaurant Lauxmühle abgerissen.
Bei der Gebietsreform von 1960 kam Výsada als Ortsteil der Gemeinde České Hamry zum Okres Chomutov. Am 30. April 1976 wurde die Gemeinde České Hamry mit ihrem Ortsteil Výsada nach Loučná (Böhmisch Wiesenthal) eingemeindet. Am 1. Januar 1986 erfolgte die Umgliederung beider Orte nach Vejprty (Weipert). Sie bilden gemeinsam den Katastralbezirk České Hamry u Vejprt.

### Einwohnerentwicklung
Ende der 1860er Jahre zählte die Siedlung Lauxmühle zehn Häuser und 105 Einwohner, 1890 drei Häuser mehr mit insgesamt 141 Einwohnern, im Jahr 1900 bereits 17 Häuser mit 173 Einwohnern. Bis 1924 wurden weitere 7 Häuser gebaut, die Einwohnerzahl wuchs auf 193 an.
In der Volkszählung von 1921 hatte Lauxmühle 193 Einwohner, von denen 181 Deutsche, zwei Tschechoslowaken und zehn anderer Nationalität waren. 1930 wurden 220 Einwohner (193 Deutsche, zehn Tschechoslowaken, 17 anderer Nationalität) gezählt. Die Anzahl der Häuser stieg von 23 im Jahr 1923 auf 29 im Jahr 1930. Nach dem Zweiten Weltkrieg sank die Bevölkerung aufgrund der Vertreibung der deutschstämmigen Bevölkerung auf zehn Einwohner. Seitdem bewegt sich die Anzahl der gemeldeten Einwohner im einstelligen Bereich.